# Hannong (Familie)
Die Familie Hannong stellte im  XVIII. Jahrhundert Porzellanfiguren in der Compagnie Strasbourg-Haguenau in Straßburg her. Drei Generationen der Familie Hannong leiteten diese von 1721 bis 1784.
Die elsässische Keramikerfamilie Hannong spielte in der Geschichte der Porzellanherstellung eine bedeutende Rolle, da sie für die Verbreitung und die Vervollkommnung der Produkte sorgten. Sie besaßen ein organisatorisches und unternehmerisches Talent.

## Familienmitglieder
Karl-Franz Hannong (1669–1739) wurde in Maastricht geboren und war zunächst in Köln, wo er Anne Nikke heiratete und Mainz tätig. Im Jahr 1709 gründet er eine Pfeifenfabrik und errichtete 1721 gemeinsam mit dem aus Meißen geflohenen Arbeiter Johann Heinrich Wachenfeld eine Manufaktur für Fayencen in Straßburg. Eine zweite Fabrik wurde 1724/1725 in Hagenau gegründet. Die Produkte wurden für ihre eleganten Formen, die lebhaften Farben und die Reinheit der Zinnglasur geschätzt. 1732 gingen die Fabriken an seine Söhne.
- Balthazar Hannong (um 1700–1753) übernahm 1732 die Manufaktur in Haguenau und verkaufte sie im 1738 an seinen Bruder Paul.
  - Karl Franz Hannong (1734–Oktober 1788) war seit 1764 Geschäftsführer der Fayence- und Porzellanfabrik zu Hagenau und gründete im April 1788 eine eigene kleine Fayencefabrikn.
    - Stanislaus Karl Konstantin Hannong (1769–1832) war in der Fabrik seines Vaters und nach Ausbruch der französischen Revolution in der Fayence- und Pfeifenfabrik in Baden-Baden tätig. Nach 1812 ging er nach Frankreich.
- Paul Anton Hannong (1700–1760) übernahm im Jahre 1732 die Leitung der Straßburger Manufaktur. Es gelang ihm durch die Unterstützung  des Alchimisten Johann Friedrich Böttger, das Arkanum (Geheimnis) der der Herstellung von Hartporzellan zu erlangen und 1751 erstmals selbst herzustellen. Da Porzellan in Frankreich jedoch nur in Vincennes hergestellt werden durfte, wandte er sich an den ausländischen Fürsten, Karl Theodor von der Pfalz, der ihm 1755 die Erlaubnis erteilte im kurpfälzischen Frankenthal mit Straßburger Arbeitskräften eine Porzellanfabrik zu eröffnen.[3] Dort entwickelte er einen eigenen Stil und übernahm die Blumen- und Insektenmalerei nach ostasiatischen Vorbildern. Er stellte auch naturalistische Tafel- und Küchenstücke her, änderte die Produktion der Porzellanbasis und ging nun von der Herstellung des Lebkuchensockels zum Rocaillesockel über. Die „Fabrique durchsichtigen Porcelains“ wurde von Kurfürst Carl Theodor subventioniert und erhielt den monopolen Rang einer Hofmanufaktur.[4][1][5][6] 1759 verkaufte er die Fabrik an seinen Sohn Joseph Adam Hannong. Hannong war zweimal verheiratet und hatte 15 Kinder, darunter:
  - Karl Franz Paul Hannong (1732–1757) war ab 1755 als Geschäftsführer in Frankenthal tätig. Er hatte seinen Vater bei der Einrichtung neuen Fabrik unterstützt und wurde 1756 von Karl Theodor von der Pfalz für seine Verdienste mit dem den Titel „Kommerzienrat“ geehrt. Er beschäftigte den Modelleur Lanz, der für lebhafte Figuren bekannt war.
  - Joseph Adam Hannong (1734–nach 1800) erwarb 1759 für 125 273 Livres die Porzellanfabrik in Frankenthal und betätigte sich dort als Plastiker, wobei er durch den Modelleurs Lück beeinflusst wurde. Obwohl er die Porzellanmasse verbesserte und das Absatzgebiet erweiterte musste er 1762 die Fabrik an den Kurfürsten Karl Theodor verkaufen. Er betrieb daraufhin die Fayencefabriken in Straßburg und Hagenau. Doch durch Konkurrenz und hohe Zölle verschlechterte sich die Absatzlage, so dass er aufgrund seiner ausstehenden Schulden gefangen gesetzt wurde. Er hatte sich vom Kardinal Constantin de Rohan Geld geliehen, dass er nach dessen Tod 1779 an die Erben zurückerstatten sollte. Gegen das Versprechen, die Schulden 200 000 Livres innerhalb der nächsten 10 Jahre zu begleichen wurde er frei gelassen und floh 1781 nach Deutschland. Sein Versuch in Tölz eine Steingeschirrfabrik zu eröffnen scheiterte, so dass er sich 1787 bis 1790 nach Paris begab und um 1800 nach München kam. Er hatte mindestens vier namentlich bekannte Töchter: Adelaide, Clementine, Francoise und Henriette.[7]
  - Peter Anton Hannong (1739– um 1794) war 1756 in der Porzellanfabrik Frankenthal tätig und leitete ab 1759 die Fayencefabriken in Straßburg und Hagenau. Um die prekäre finanzielle Lage zu verbessern, verkaufte er das Frankenthaler Arkanum an die Fabrik in Vincennes. 1762 betrieb er erfolglos eine neue Fayencefabrik in Hagenau und begab sich anschließend auf Reisen ins Ausland. 1769 gründete er die Porzellanfabrik des Grafen Artois in Paris. Von 1776 bis 1780 hiel er sich in Vinovo bei Turin auf und gründete gemeinsam mit Vittorio Brodel eine Fayence- und Porzellanfabrik. 1780 bis 1783 war er wieder in Hagenau und beteiligte sich 1785 an der Gründung der Fabrik des Herzogs von Chartres in Vincennes und ging 1793 nach Paris.

## Werke (Auswahl)

Lebkuchen-Sockel – Paul Hannong, Strasbourg
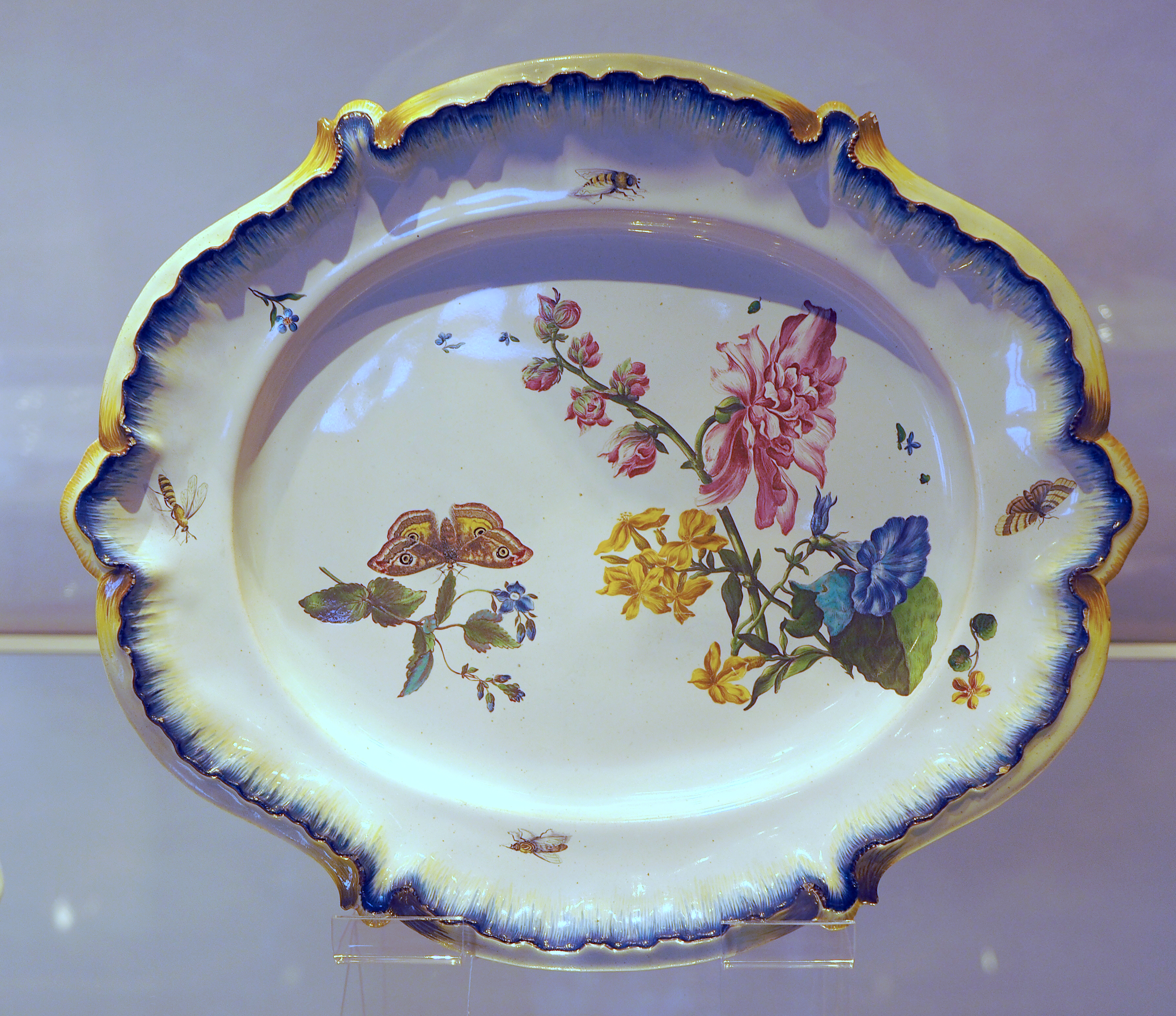
Platte, Schmetterlinge und Blumenbukett
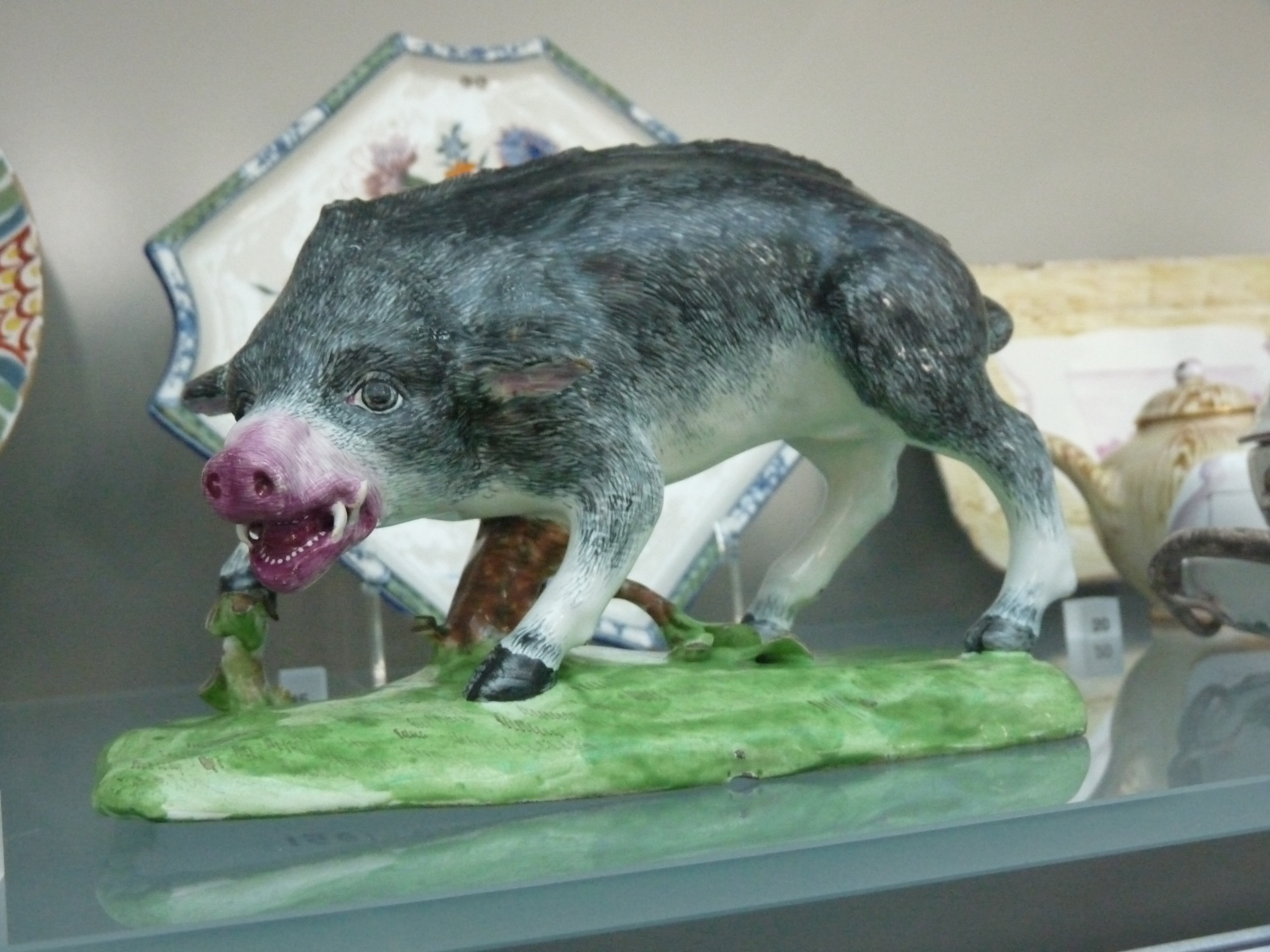
Wildschwein
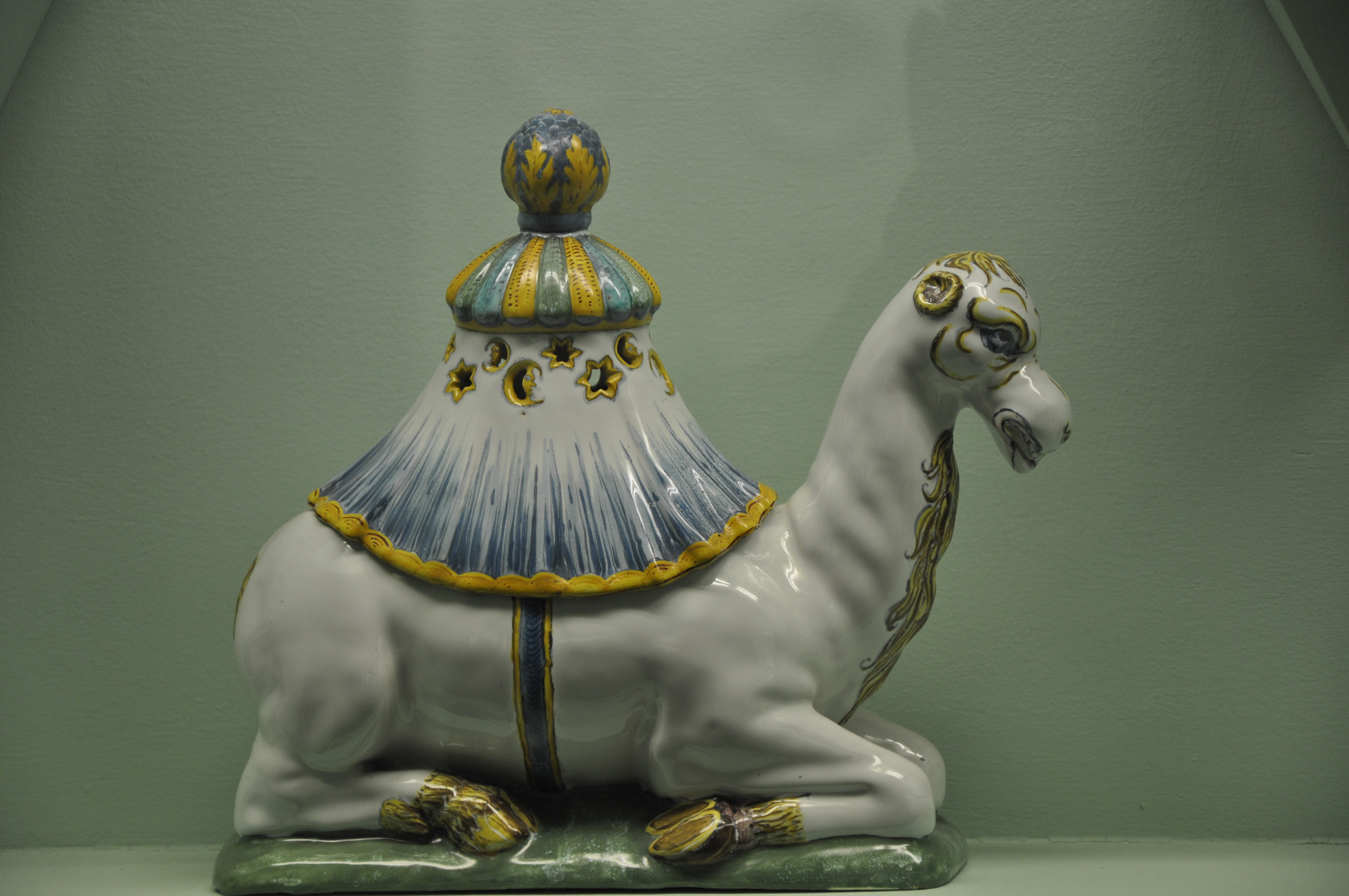
Kamel
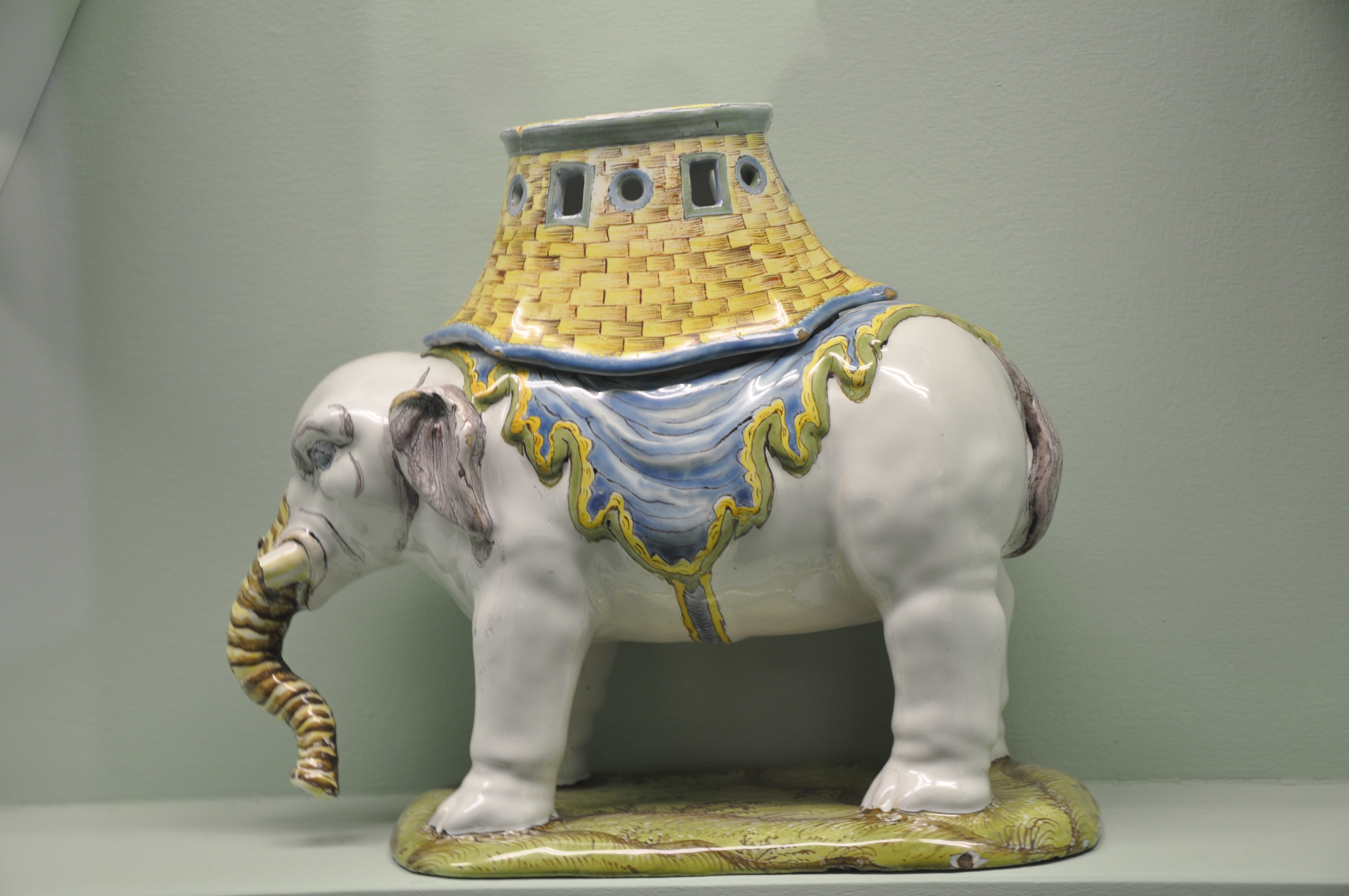
Elefant
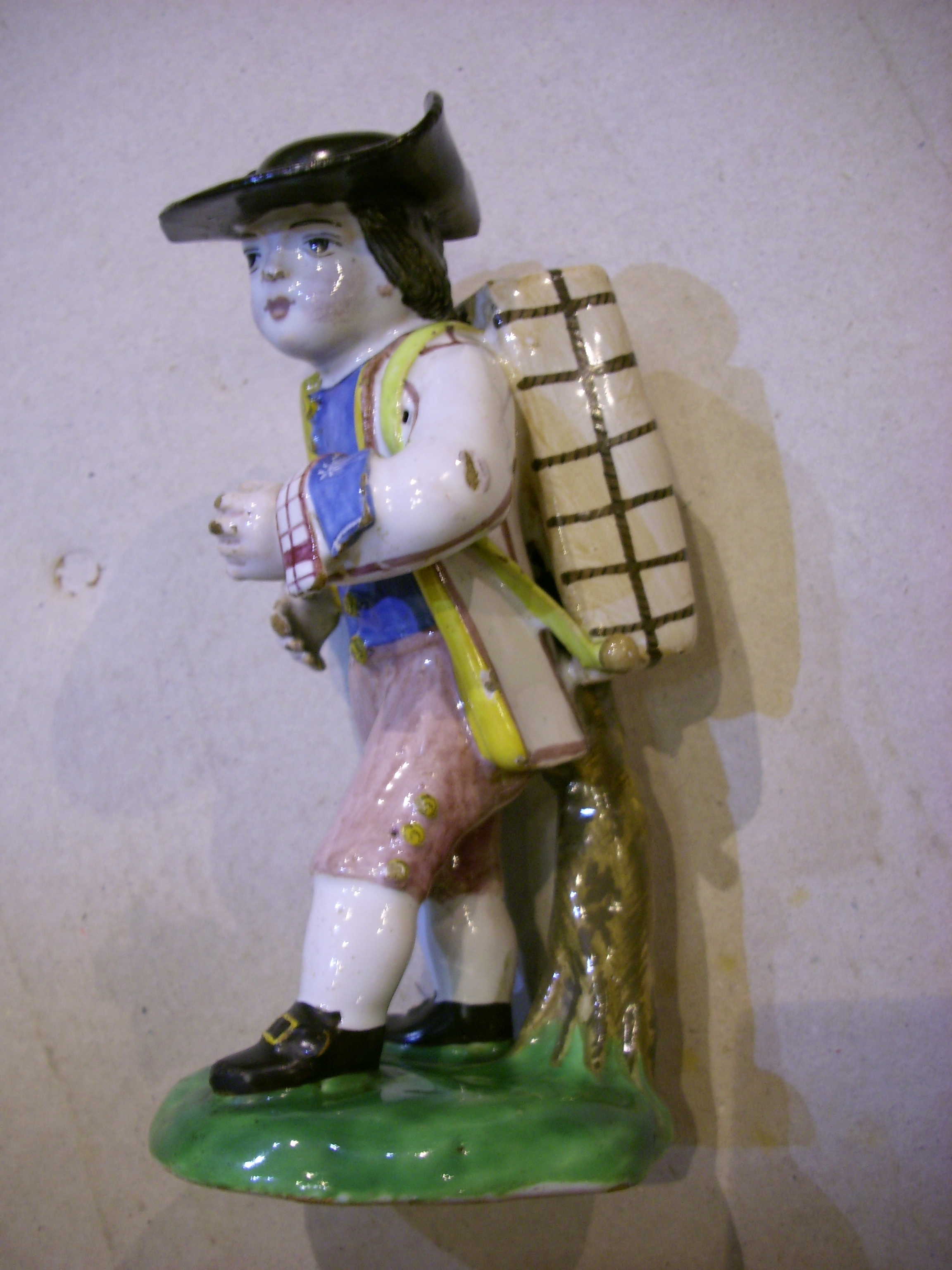
Mann

Rocaille-Sockel – Frankenthaler Porzellan
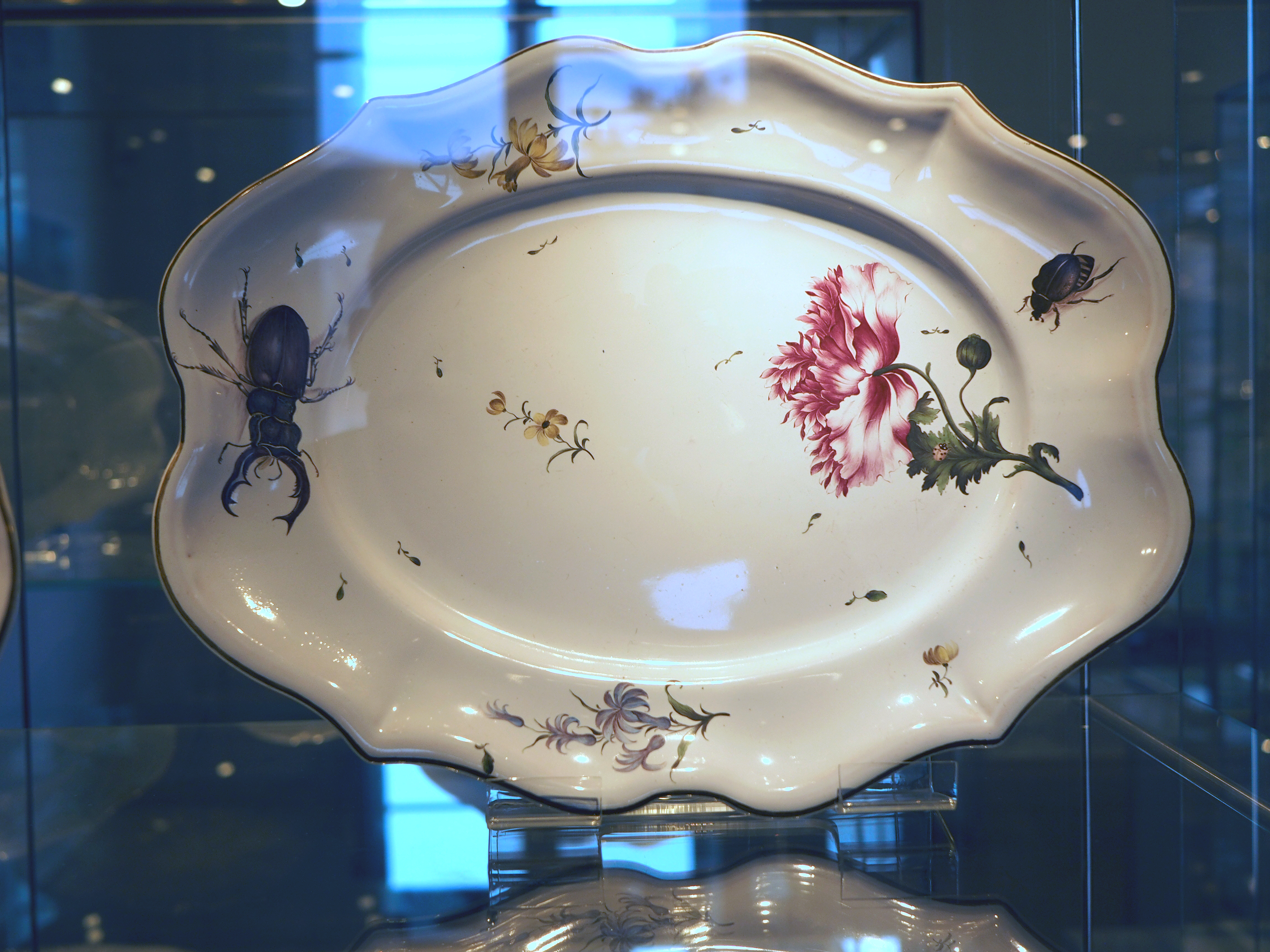
von Joseph Hannong
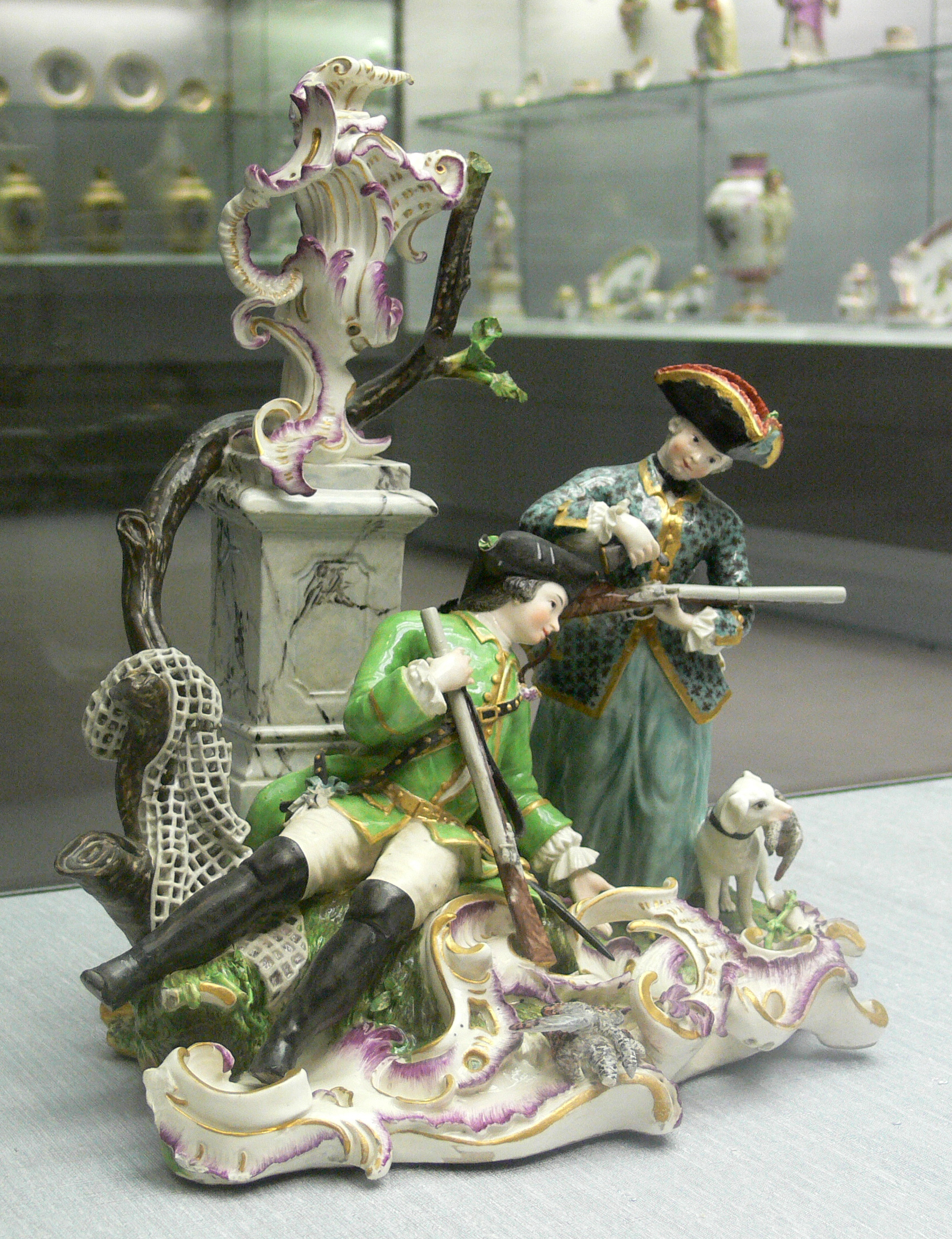
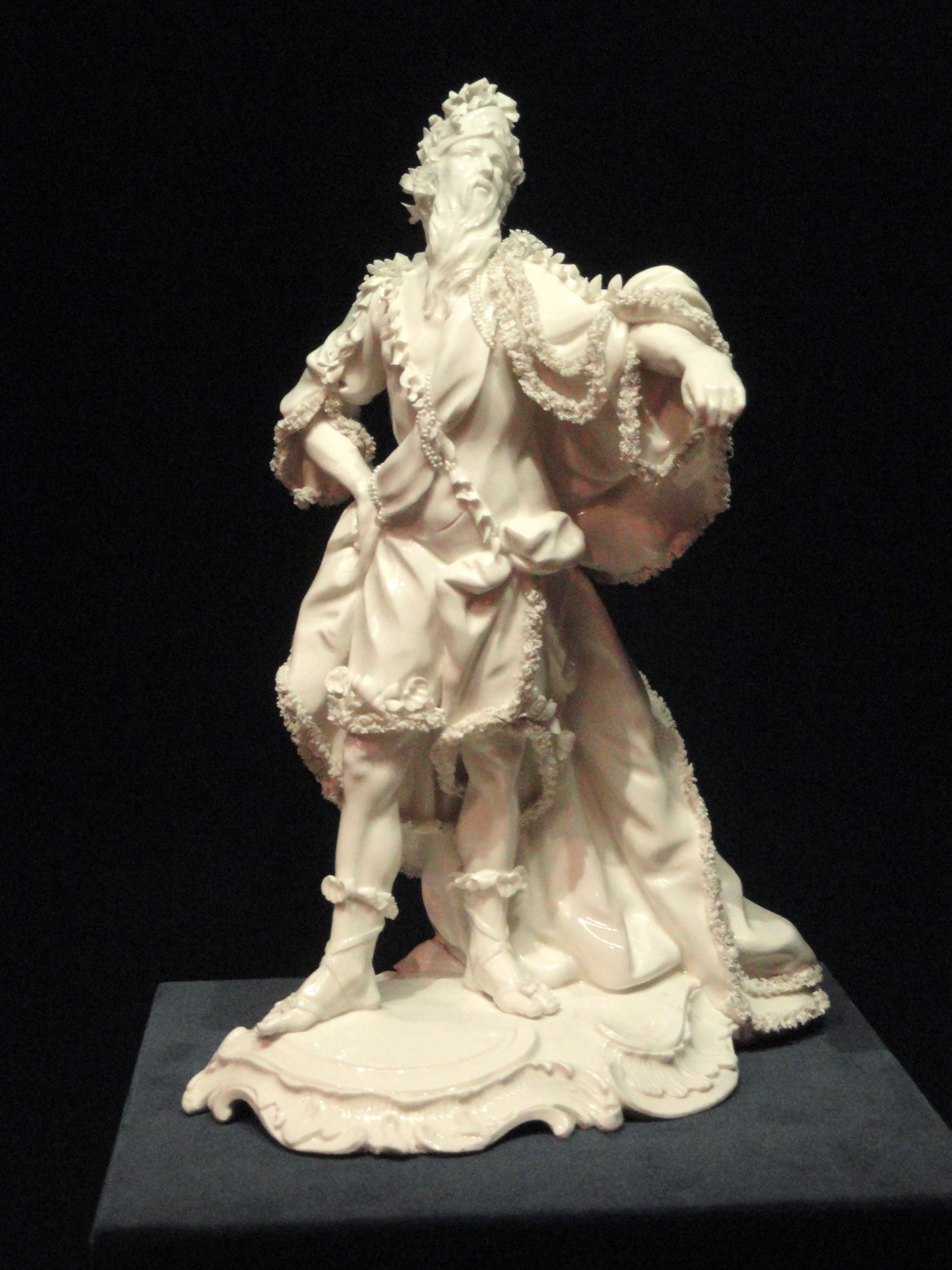
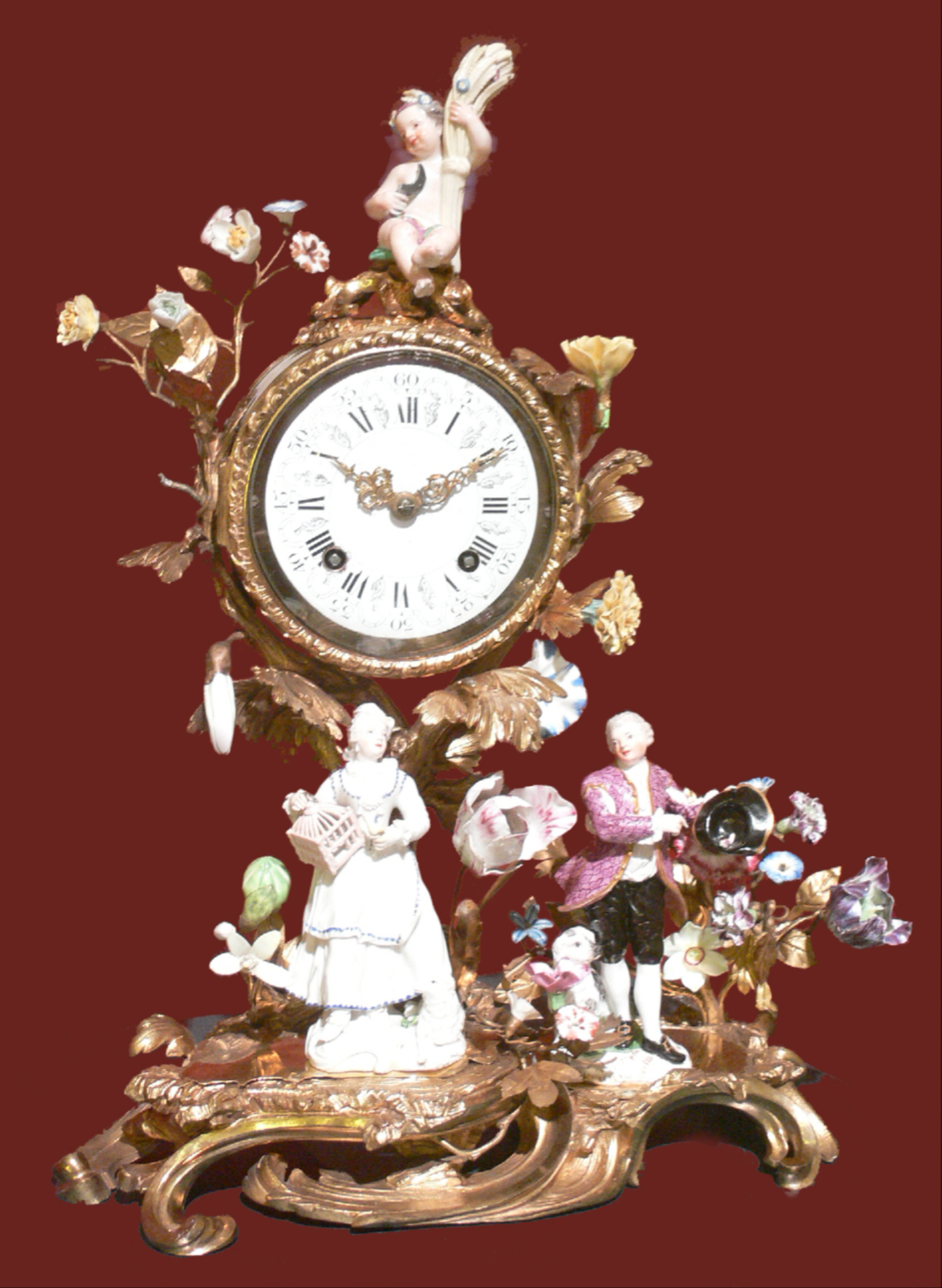